# 15397 Ksoari
15397 Ksoari eller 1997 UK7 är en asteroid i huvudbältet som upptäcktes den 27 oktober 1997 av Starkenburg-observatoriet. Den är uppkallad efter KSO-ARI projektet.
Asteroiden har en diameter på ungefär 3 kilometer.